# Lesprit (estúdio)
Lesprit Co., Ltd. (株式会社レスプリ, Kabushiki-gaisha Resupuri)é um estúdio de anime fundado em dezembro de 2016 com a sede em Nishi-ku.

## Series de TV
- Ueno-san wa Bukiyō (2019)[2]

## Filmes
- Yes, No, or Maybe? (2020)[3]